# Либертарианская партия Британской Колумбии
Либертарианская Партия Британской Колумбии —  либертарианская политическая партия в Британской Колумбии, Канада, которая выдвинула своих первых кандидатов на провинциальных выборах 1986 года. Либертарианцы никогда не избирались в Законодательное собрание Британской Колумбии. Наилучшие результаты партия продемонстрировала под руководством Клейтона Уэлвуда, где на всеобщих выборах в Британской Колумбии в 2017 году партия выставила 30 кандидатов и получила 7211 голосов, или 0,4% голосов избирателей. У Джона Ремпеля был лучший результат среди всех кандидатов-либертарианцев от Британской Колумбии: в своем избирательном округе на озерах Нечако он получил 438 голосов, или 4,7% голосов избирателей.
2017 год стал годом перемен и обновления для партии, где на ежегодном общем собрании в Северном Ванкувере члены избрали Дона Уилсона новым лидером, Билла Моррисона - заместителем лидера, а также расширили исполнительный совет в соответствии с новой конституцией и набором правил. регулирующие подзаконные акты, первое крупное обновление руководящих документов почти за 30 лет. В соответствии с новым уставом партия также учредила два новых руководящих органа: Комитет по этике и Региональное собрание.

## Цели и принципы
Либертарианская партия Британской Колумбии приняла следующий набор принципов на ежегодном общем собрании 2020 года.
Цель партии состоит в том, чтобы провести выборы кандидатов от Либертарианской партии Британской Колумбии в Законодательное собрание Британской Колумбии, продвигая следующие основные принципы;
1. Ни одному лицу или группе лиц не разрешается применять силу или мошенничество против других лиц,
2. Что универсальные естественные права на жизнь, свободу, собственность, самовыражение и мирное стремление к счастью имеют важное значение для сохранения гражданского общества,
3. Что роль правительства заключается в защите и сохранении таких прав, и
4. Граждане Британской Колумбии имеют право на защиту и защиту от тех лиц или учреждений, которые стремятся умалить любой из вышеуказанных принципов.

## Платформа партии
- Прекращение монополии ICBC на базовое автострахование.[2]
- Обеспечение большего выбора родителей и учащихся в образовании.[3]
- Децентрализация полномочий по принятию решений местным сообществам, семьям и отдельным лицам.[4]
- Отмена монополии правительства провинции на распространение спиртных напитков и каннабиса.[5]
- Адаптация к изменяющемуся климату и продвижение экологической политики, которая окажет наибольшее влияние.[6]
- Коренная реформа налоговой политики, включая утроение освобождения от основного подоходного налога до 35 000 долларов и отмену налогов на углерод, топливо, сигареты, спиртные напитки и марихуану.[7]
- Снижение транспортных расходов за счет отмены различных налогов и регулирующих органов, а также открытие рынка для новых инноваций, таких как каршеринг, прокат велосипедов, райдшеринг и другие транспортные решения.[8]
- Устранение юридических барьеров для сервисов совместного использования пассажиров, таких как Uber и Lyft.
- Рост экономики за счет повышения доступности жизни для всех жителей Британской Колумбии.[9]
- Поддержка ресурсной экономики Британской Колумбии.[10]